# Quine (program)
Quine (kwaɪn) je počítačový program, který bez jakéhokoliv vstupu vypíše svůj vlastní zdrojový kód. Takovéto programy často používají řízení překladače, nebo jednoduché manipulace přímo se zdrojovými soubory, pokud se jedná o interpretované jazyky. Název quine pochází z knihy Gödel, Escher, Bach od amerického akademika Douglase Hofstadtera, jako pocta americkému filozofovi W. V. Quinovi.

## Příklady
Quine v jazyce C může vypadat takto:
```
char
*
f
=
"char*f=%c%s%c;int main() {printf(f,34,f,34,10);}%c"
;
int
 
main
()
 
{
printf
(
f
,
34
,
f
,
34
,
10
);}

```

Následující zdrojový kód v jazyce PHP demonstruje jednoduchý přístup interpretovaného jazyka:
```
<?php

echo
 
file_get_contents
(
__FILE__
);

?>

```

Funkce file_get_contents vypisuje obsah souboru a konstanta __FILE__ obsahuje název souboru právě zpracovávaného skriptu.

## Multiquine
Jako multiquine jsou označovány programy, které vypisují zdrojový kód v jiném programovacím jazyce a tento pak vypisuje zdrojový kód původního programu. Přitom mezijazyků může být více.